# Kirchgasse (Wiesbaden)
Die Kirchgasse ist ein als Fußgängerzone ausgebauter Straßenzug im Zentrum von Wiesbaden. Zusammen mit ihrer nördlichen Fortsetzung, der Langgasse, ist sie die wichtigste Einkaufsstraße der Stadt. Namensgebend war die an ihr gelegene Mauritiuskirche, die 1850 durch einen Brand zerstört wurde. An ihrer Stelle befindet sich heute der Mauritiusplatz.

## Lage
Die Kirchgasse beginnt im Süden an der Rheinstraße und führt dann über die von Bussen befahrene Luisenstraße und Friedrichstraße hinweg, am Mauritiusplatz vorbei bis zur Kreuzung mit dem Michelsberg und der Marktstraße, wo sie nahtlos in die Langgasse übergeht, die ebenfalls als Fußgängerzone ausgebaut ist. Zusammen bilden die in einer leichten Biegung nach Nordosten verlaufende Kirch- und Langasse die Haupteinkaufsstraße der Stadt und die wesentliche Fußgängerverbindung im Historischen Fünfeck. Bis 1929 fuhr in der Kirch- und Langasse eine Straßenbahn.

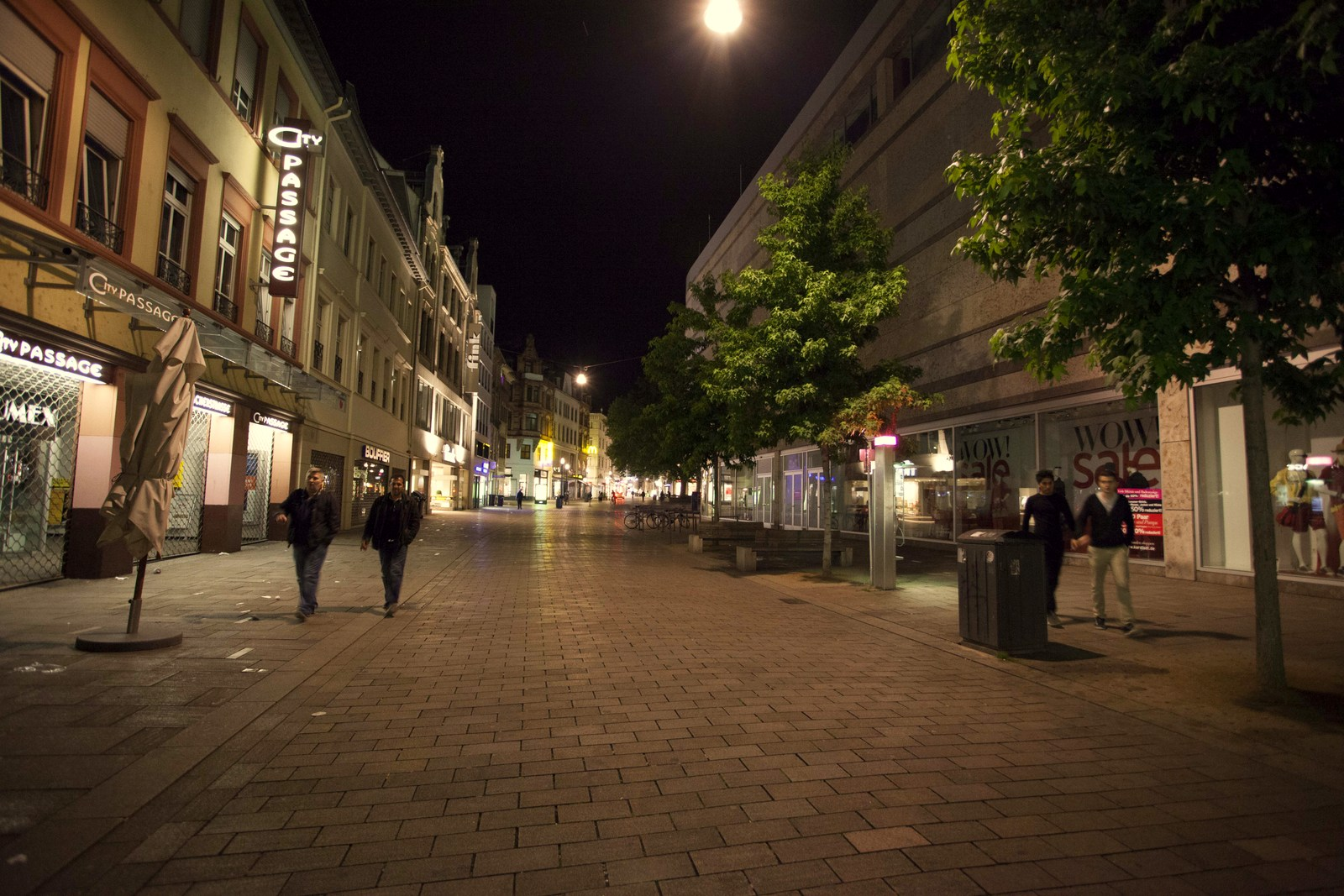
Kirchgasse bei Nacht
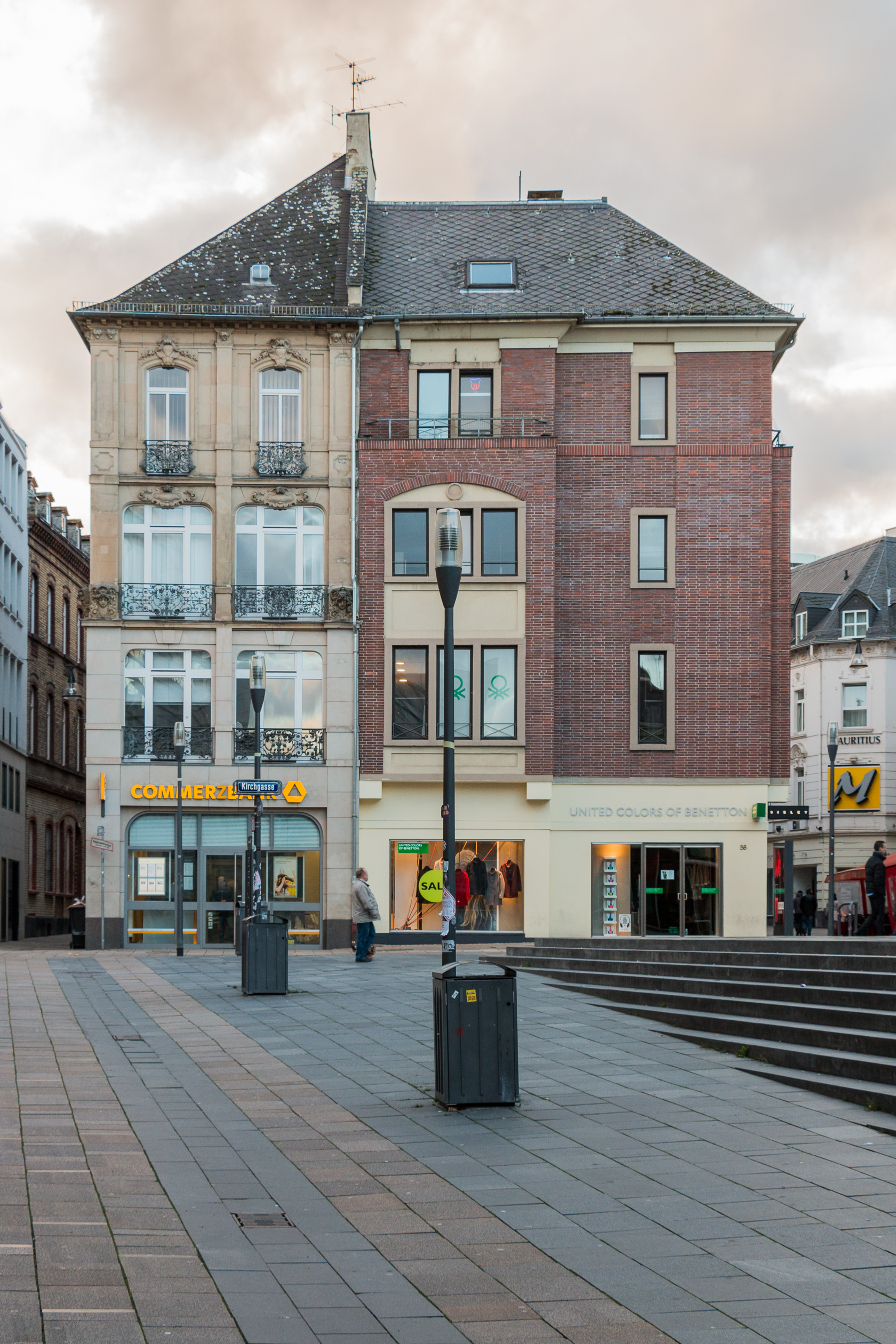
Die Kirchgasse am Mauritiusplatz
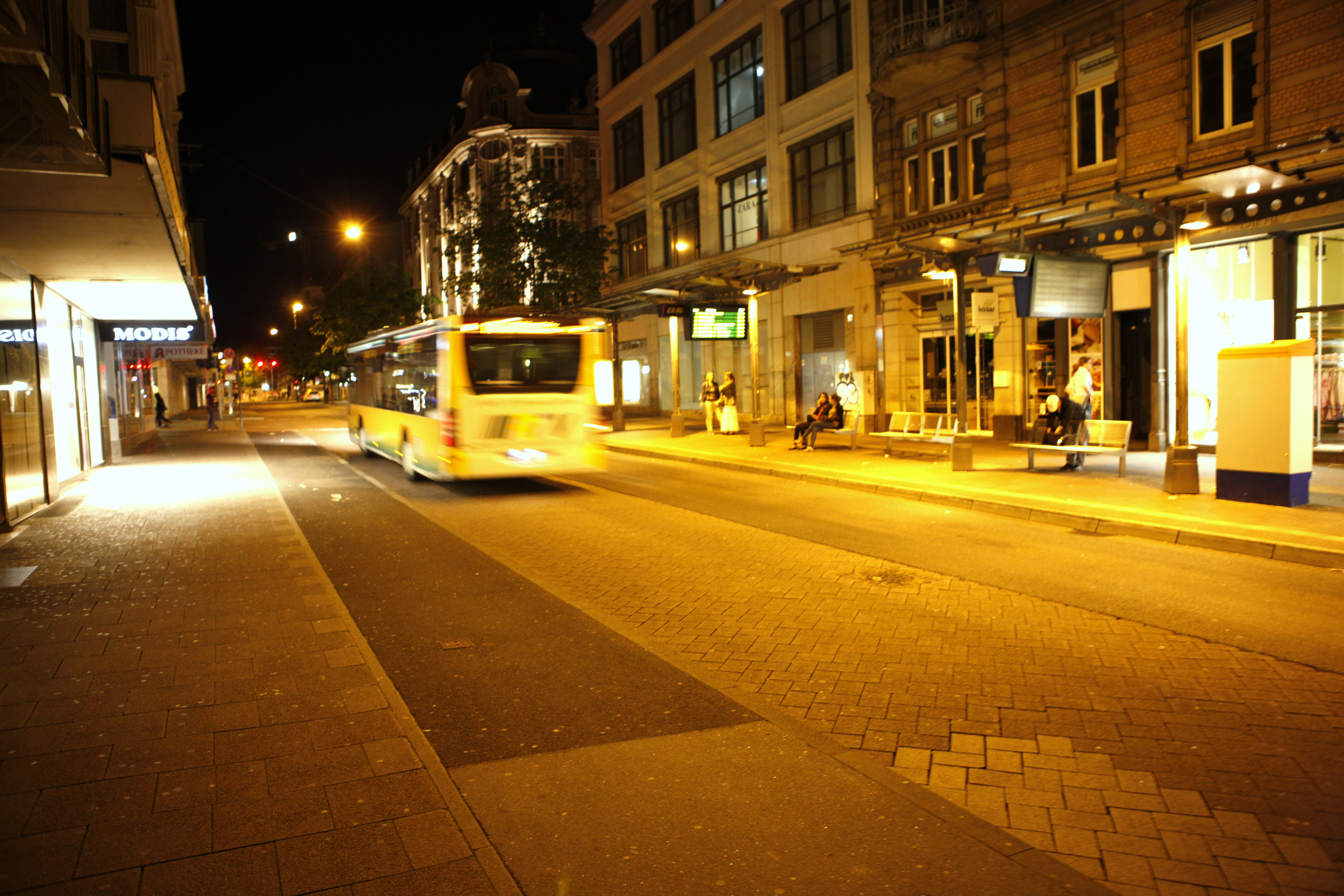
Bushaltestelle Kirchgasse
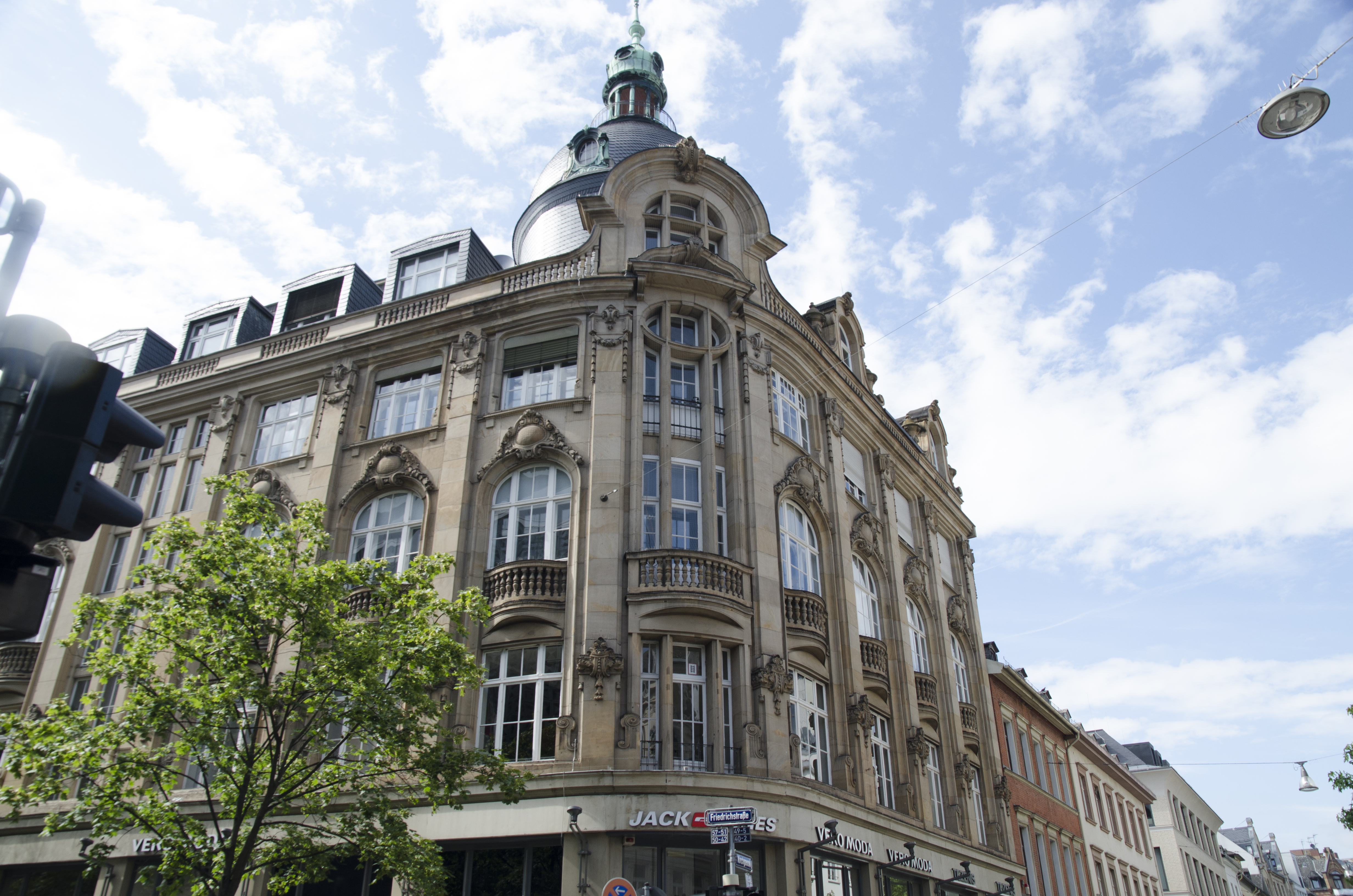
Ecke Kirchgasse, Friedrichstraße 2014
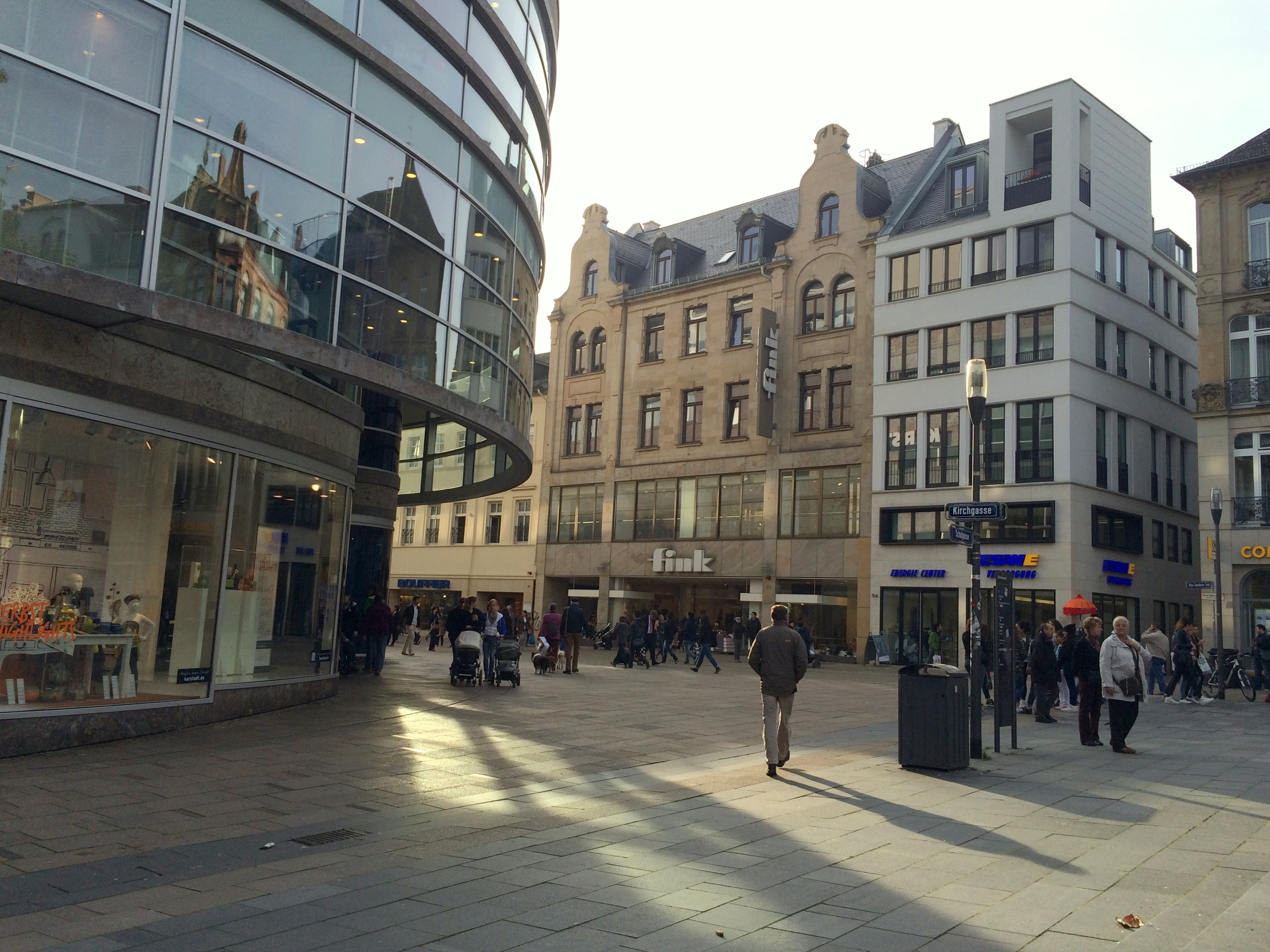
Am Mauritiusplatz

## Mauritiusplatz
Bereits im 10. Jahrhundert stand auf dem Mauritiusplatz eine dreischiffige romanische Basilika. Namensgeber ist der Heilige Mauritius, der das Christentum im 3. Jahrhundert in der Region verbreitete. Um 1488 wurde die alte Kirche ersetzt. Die neue Kirche fiel im Jahr 1850 einem Brand zum Opfer. Lediglich der Sarkophag der Herzogin Elisabeth konnte gerettet werden.
So entstand der Platz, war aber kleiner, da er zur Schulgasse mit Häusern bebaut war.
In der Nachkriegszeit stand auf dem Platz ein gastronomische Pavillon. Im Januar 2004 wurde mit der Neugestaltung des Mauritiusplatzes begonnen. Geblieben sind die beiden großen Platanen, die mit Sitzpodesten umgeben wurden. An der ehemaligen Brandwand wurde ein schmales Restaurant angebaut.
Der lang gestreckte Brunnen soll die sieben Orte der Wiesbadener Thermalquellen und somit auch die frühe Geschichte der Bäderstadt Wiesbaden symbolisieren.
Auf dem heutigen Platz finden häufig Veranstaltungen statt.

## Bedeutung als Einkaufsstraße
Laut einer Erhebung des Immobilienberatungsunternehmens Jones Lang LaSalle belegte die Kirchgasse 2015 Rang vier der meistfrequentierten Einkaufsmeilen Deutschlands mit bis zu 13.100 Passanten pro Stunde; In Hessen konnte nur in der Zeil in Frankfurt eine höhere Passantenfrequenz von bis zu 13.500 Passanten pro Stunde gemessen werden. Zudem waren 2013 die Mietpreise mit etwa 140 Euro pro Quadratmeter nach denen in der Frankfurter Innenstadt die höchsten in Hessen.
2017 hatte die Fußgängerzone mit 7.585 Fußgängern 40 % weniger Passanten als 2015. Als Gründe werden austauschbare Ladenketten, zu wenig Cafés, zu teure Parkmöglichkeiten, der Internethandel und Verschmutzungen genannt.
2018 wurden 7.040 Fußgänger gezählt, womit die Kirchgasse die meistfrequentierte Einkaufsstraße in Städten mit 250.000 bis 500.000 Einwohnern war. Deutschlandweit liegt sie auf Platz 20.

## Historische Warenhäuser
In der Kirchgasse 45, zwischen Schulgasse und Mauritiusplatz, eröffnete 1892 der jüdische Unternehmer Julius Bormass sein Kaufhaus mit Bedarfsartikeln vor allem für Bekleidung, Bett- und Kurzwaren. Der Gründerzeitbau, der 1911 auf der Platzseite erweitert wurde, hatte einen großen Globus auf dem Dach, innen beeindruckte den Kunden ein prachtvolles Treppenhaus. 1927 musste wegen der Wirtschaftskrise Bormass' Sohn Moritz Konkurs anmelden. 1929 übernahm die Karstadt AG von der Firma Lindemann & Co das Warenhaus und nannte es zwischen 1932 und 1964 Karzentra. Nach dem Zweiten Weltkrieg bekam es eine mit Fliesen verkleidete glatte Fassade mit kleinen Fenstern.
An der Kirchgasse 39–41 entstand 1907 das Kaufhaus Blumenthal, ebenfalls im Besitz einer jüdischen Unternehmerfamilie. Sie musste ihr Kaufhaus 1935 an Mitarbeiter verscherbeln, da sie der Boykottaufruf ab 1933 zur Aufgabe zwang.
Neben dem Kaufhaus Blumenthal etablierte sich 1908 als drittes Warenhaus an der Kirchgasse 35–37 das Modehaus Schneider. Beide Warenhäuser übernahm Karstadt 1948.
Alle drei Kaufhäuser ließ der Karstadt-Konzern 1968 abreißen, um einem Neubau Platz zu machen. Dabei wurde auch die rückseitige historische Feuerwache von Felix Genzmer an der Neugasse für den Neubau und ein Parkhaus beseitigt, dafür aber die Schulgasse verbreitert, die nun direkt am Mauritiusplatz lag. Anlässlich der Umgestaltung des Warenhauses 2005 vergrößerte man den Bau zum Platz hin, wodurch die Schulgasse wieder ihre historische Breite bekam.